# London Bridge (canción)
«London Bridge» es el primer sencillo del álbum The Dutchess, de la cantante estadounidense de pop/hip-hop, Fergie. Fue lanzada el 10 de marzo de 2006.
La canción fue producida por Polow da Don con letras escritas por Sean Garrett. Su lanzamiento oficial en las radios fue el 13 de julio de 2006. Sin embargo, su lanzamiento por internet fue el 29 de junio de 2006. Fue lanzada en la tienda musical iTunes el 25 de julio de 2006 y cinco días después se posicionó en el primer puesto de la lista de canciones de dicha marca. 
Si bien la canción hace alusión al Puente de Londres, el escenario de fondo que aparece en la portada alternativa de la carátula del sencillo no es una imagen de este, si no de la Tower Bridge ubicada también en Londres. 
La canción tiene coros iniciales e intermedios que mencionan la frase "Oh Shit!" (en español: ¡oh mierda!). Estos fueron censurados mediante la frase "Oh Snap!" para así evitar editados o pitidos bruscos en las estaciones de radio. El video musical también fue editado de la misma forma.
La canción fue comparada por los críticos con "Hollaback Girl" de Gwen Stefani.

## Video musical
Fergie aparece en el video junto con sus compañeros de Black Eyed Peas y el productor Polow Da Don. Para el vídeo, que fue filmado en el cuartel del ejército Woolwich en Londres, Fergie trajo a los bailarines de reserva como guardaespaldas. Durante el video ella se vistió como las "cholas" (muchachas  mexicanas conocidas por llevar el lápiz de labios oscuro y el pelo con mechas muy largo acabado en una o dos coletas) con lo que quería conseguir un look que la hiciera parecer borde. 
Fergie basa uno de sus trajes para el vídeo en su familia y lo diseña y moderniza a su antojo. Es prácticamente un traje creado por Fergie. Además también luce un tiara en relación con el título de su álbum The Dutchess (La Duquesa).

## Curiosidades del videoclip
- La canción fue censurada y reeditada por orden de la radio y se cambió la frase Oh, shit! por Oh, snap! tanto en el CD como en el videoclip. Por entonces el videoclip ya estaba grabado, con lo cual en el videoclip Fergie gesticula con la boca Oh, shit!, pero la letra de la canción dice: Oh, snap!.

- En las escenas del vídeo Fergie está en un barco que baja el Río Támesis delante del Puente de Tower, que fácilmente se podría confundir con el Puente de Londres por el nombre de la canción London Bridge ("Puente de Londres"), que no lo es.

- El alquiler del yate en el que Fergie está con Polow da Don al principio y al final del vídeo costó más de 12.000 dólares americanos.

- El Belgravia Gentlemen's Club en el que Fergie llega en su limusina negra existe realmente y es un local activo.

- En una parte del vídeo Fergie llega en su limusina al Belgravia Gentlemen's Club y el mayordomo que está junto a la entrada le ofrece una copa de champán que Fergie coge con la mano derecha. Después, la invaden una oleada de paparazzi, y tras despacharlos, Fergie no tiene ninguna copa en la mano.

- Fergie dijo en una entrevista que esta canción y Fergalicious eran sus preferidas de The Dutchess.

- En principio, se había pensado en hacer un remix oficial de esta canción y no de Big Girls Don't Cry, en el que Fergie cantaría London Bridge lentamente y con el sonido de piano, pero los productores rechazaron la idea porque la letra de la canción era demasiado borde y urbana.

- Fergie fue quien ordenó estrictamente (no se sabe porqué) que Polow y ella llevaran chaquetas rojas en el videoclip.

- En la última repetición del estribillo, cuando Fergie se sube a la mesa, va completamente descalza.

- Se suponía que en la escena en la que Fergie se sube a la mesa ella no llevaría nada debajo de la camisa blanca y el chaleco, pero Fergie rechazó la idea porque cuando se desabrochara la camisa se vería la mayor parte de sus pechos y se puso un top con la bandera de Reino Unido  para representar la ciudad de la que habla en la canción (Londres).

## Lista de canciones
Lanzamiento en el Reino Unido
1. «London Bridge» (versión de álbum)
2. «London Bridge» (instrumental)

Reino Unido versión 12"
Side A
1. «London Bridge» (versión sin censura)
2. «London Bridge» (a capela)

Side B
1. «London Bridge» (edición de radio)
2. «London Bridge» (instrumental)

Lanzamiento en Australia
1. «London Bridge» (versión sin censura)
2. «London Bridge» (instrumental)
3. «London Bridge» (a capela)
4. «London Bridge» ("Oh Snap" mediante Closed Caption)
5. «London Bridge» (Video)

## Posicionamiento
| Lista (2006)                              | Posición máxima |
| ----------------------------------------- | --------------- |
| U.S. Billboard Hot 100                    | 1               |
| U.S. Billboard Pop 100                    | 1               |
| U.S. Billboard Hot Digital Tracks         | 1               |
| U.S. Billboard Hot R&B/Hip-Hop Songs      | 1               |
| Argentina Top 40 Singles                  | 7               |
| Lista de sencillos en Nueva Zelanda       | 1               |
| Ibero América Top 100                     | 2               |
| Top Latino (Latinoamérica Top 40 Airplay) | 3               |
| ARIA Top 50 sencillos                     | 2               |
| Top 100 en Brasil                         | 1               |
| Dutch Top 40                              | 3               |
| Euro 200 Singles Chart                    | 5               |
| Argentina Singles Chart                   | 12              |
| Chile Top 20                              | 16              |
| Finland Singles Chart                     | 4               |
| German Singles Chart                      | 3               |
| Costa Rica Top 40 Singles Chart           | 1 (2 sm)        |
| México Singles Chart                      | 5               |
| Lista de sencillos en Reino Unido         | 3               |
| World's Most Requested                    | 2               |
| Lista de sencillos en Japón               | 1               |

## Posiciones de fin de año
| \| Categoría (2006) \| Year's End Peak \| \| ---------------- \| --------------- \| \| World Year's End \| 21[8] \| |                 |
| Categoría (2006) | Year's End Peak |
| World Year's End | 21              |